# 코로나바이러스과
코로나바이러스과(Coronaviridae)는 외피가 있는 양성-극성, 외가닥 RNA 바이러스 과의 하나이다. 바이러스 게놈 크기는 26~32 kb 정도로 비교적 큰 바이러스이다. 외피에 곤봉 모양의 돌기인 스파이크 (spike) 단백질이 둘러져 있어서 왕관 형태의 모습을 띠기 때문에 왕관이란 뜻의 라틴어 ‘코로나 (corona)’라는 이름이 붙었다.

## 하위 분류
- 레토바이러스아과 Letovirinae
  - 알파레토바이러스속 (Alphaletovirus)
- 코로나바이러스아과 (Orthocoronavirinae 또는 Coronavirinae)
  - 알파코로나바이러스속 (Alphacoronavirus)
  - 베타코로나바이러스속 (Betacoronavirus)
  - 감마코로나바이러스속 (Gammacoronavirus)
  - 델타코로나바이러스속 (Deltacoronavirus)